# Phrynocephalus interscapularis
Phrynocephalus interscapularis là một loài thằn lằn trong họ Agamidae. Loài này được Lichtenstein mô tả khoa học đầu tiên năm 1856.